# Waurá
El waurá (wauja) és una llengua arawak del grup de llengües Paresí-Waurá parlada al parc indígena del Xingu del Brasil pels wauja. És "parcialment intel·ligible" amb el mehinaku. Tota la població de l'ètnia, un s 320 individus, parla l'idioma.